# Дмитриевка (Республика Алтай)
Дми́триевка — село в Турочакском муниципальном районе Республики Алтай России, входит в состав Дмитриевского сельского поселения. Расположен на правом берегу реки Бии.

## Население
| 2010 | 2011 | 2012 | 2013 | 2014 | 2015 | 2016 |
| ---- | ---- | ---- | ---- | ---- | ---- | ---- |
| 634  | ↗635 | ↘601 | ↘599 | ↗600 | ↗607 | →607 |

## Транспорт
Через посёлок проходит автомобильная трасса регионального значения Бийск — Турочак — Артыбаш. Расстояние до Бийска 143 км., до Артыбаша 91 км.

## Культура и образование
В селе функционирует средняя школа, детский сад, дом культуры, библиотека, ФАП, пожарный пост МЧС, магазины. При школе имеется интернат для проживания детей из соседних сел Удаловки, Дайбова и Озеро-Куреева.

## Достопримечательности
Памятник павшим в годы Великой Отечественной войны, памятник на могиле первого председателя сельсовета Ивана Морозова.

## Экономика
Лесничество, две частных пилорамы.

## Люди, связанные с селом
- Михаил Маскаев — Герой Советского Союза, уроженец села.